# Курчатовский источник синхротронного излучения
Курчатовский источник синхротронного излучения (КИСИ) позволяет получать синхротронное излучение в ИК, УФ и рентгеновской областях спектра, которое используется во многих областях науки: в медицине, физике, биологии, химии и других. КИСИ представляет собой сложный инженерный комплекс, в состав которого входит линейный ускоритель электронов, а также малое накопительное кольцо «Сибирь-1» и большое накопительное кольцо «Сибирь-2».
Как и остальные мировые синхротроны, Курчатовский источник СИ является установкой коллективного пользования, на источнике действует совет, принимающий заявки на проведение совместных экспериментов с использованием синхротронного излучения. Формы заявки на проведение экспериментов размещены на сайте синхротрона.

## История
Строительство Курчатовского синхротрона началось в 1986 году (заложен первый камень). К лету 1989 года был в конструкциях закончен экспериментальный зал, начались отделочные работы. Далее в результате сложной экономической ситуации строительство шло малыми темпами, и первый пучок излучения из большого накопителя «Сибирь-2» был получен лишь в декабре 1999 года. Торжественное открытие Курчатовского синхротрона 1 октября 1999 года посетил тогдашний премьер-министр РФ В. В. Путин.

## Ускорительно-накопительный комплекс
Комплекс был разработан и изготовлен новосибирским Институтом ядерной физики СО РАН, одним из признанных мировых лидеров в области физики ускорителей. Он состоит из инжекционной системы — линейного ускорителя и бустерного синхротрона «Сибирь-1», — и синхротрона «Сибирь-2», который является источником жесткого синхротронного излучения с критической энергией 7,1 кэВ. В промежутках между инжекциями в большой накопитель, «Сибирь-1» используется как самостоятельный источник мягкого рентгена и вакуумного ультрафиолета с критической энергией  201 эВ.
| Параметры накопителей             | «Сибирь-2» | «Сибирь-1» |
| --------------------------------- | ---------- | ---------- |
| Энергия, ГэВ                      | 2.5        | 0.45       |
| Ток, мА                           | 100        | 150        |
| Длина орбиты, м                   | 124.1      | 8.7        |
| Число пучков из поворот. магнитов | 24         | 8          |
| Время жизни, час                  | 10         | 6          |

Также, на «Сибири-2» установлен сверхпроводящий сильнопольный вигглер — поле 7,5 Т; 19 полюсов. 

## Экспериментальные станции
В настоящее время установлены 14 экспериментальных станций на синхротроне «Сибирь-2», а также 4 станции на синхротроне «Сибирь-1».

### Станции на ускорителе Сибирь-1 (ВУФ)
- ФЭС (D4.1) — станция фотоэлектронной спектроскопии.
- СПЕКТР (D4.2) — станция спектроскопии конденсированного состояния.
- ЛОКУС (D4.3)— станция люминесцентных и оптических исследований.
- Метрология (D3.3)

### Станции на ускорителе Сибирь-2 (Рентгеновское излучение)
- Ленгмюр (K1.2) — станция по исследованию плёнок на поверхности жидкости методами стоячих рентгеновских волн.
- Рентгеновское кино (K1.3a).
- СТМ (K1.3b) — структурное материаловедение.
- РСА (1.4) — рентгеноструктурный анализ порошков — станция на канале вигглера.
- РТ-МТ (K1.6) — рентгеновской топографии и микротомографии.
- ФАЗА (К2.3) — станция фазочувствительных методов исследования вещества.
- Гамма (K3.1) — станция для исследования фотоядерных реакций.
- Медиана (K4.3) — медицинской и материаловедческой диагностики.
- Белок (K4.4e) — станция белковой кристаллографии.
- РКФМ (K4.6) — рентгеновская кристаллография и физическое материаловедение.
- РЕФРА (K5.6) — рентгеновская рефракционная оптика.
- EXAFS-D (K6.2) — рентгеновская спектроскопия поглощения в пространственно-дисперсионной моде.
- LIGA (K6.3) — станция глубокой рентгеновской литографии.
- ПРО (K6.6) — прецизионная рентгеновская оптика. Станция, позволяющая проводить эксперименты по плосковолновой рентгеновской дифракции.

## Реализуемые методики
На синхротроне ведутся исследования:
- Рентгеноструктурного анализа моно- и поликристаллических образцов и макромолекул (белковая кристаллография);
- Методами рентгеновских стоячих волны, в том числе слоев на поверхности жидкости;
- Малоугловое рассеяние рентгеновских лучей;
- EXAFS-спектроскопия (спектроскопия рентгеновского поглощения), в том числе в пространственно-дисперсионной моде;
- Рентгенооптические исследования, разработка рентгенооптических элементов;
- Получение рентгеновских изображений с использованием в том числе фазочувствтительных методов;
- Рентгеновская микротомография;
- Глубокая рентгеновская литография.

## Дополнительные методики
В экспериментальном зале курчатовского синхротрона размещена также чистая зона (8 класс по ISO). В данной зоне размещены различные группы оборудования — атомно-силовые микроскопы, НАНОФАБ,
установка молекулярно-пучковой эпитаксии (производства компании SemiTEq).
В ближайшее время планируется создание в чистой зоне станции фотоэлектронной спектроскопии с угловым разрешением, и сопряжение данной станции с комплексом Нанофаб. Сопряжение станции позволит проводить исследования образцов, изготовленных в комплексе Нанофаб, без нарушения вакуума и загрязнения поверхности образца.